# 尼姆大学
尼姆大学（法語：Université de Nîmes），是法国尼姆的一所公立综合性大学，建立于2007年，是蒙彼利埃大学区的五所大学之一。

## 历史
尼姆大学的前身是2002年蒙彼利埃大学设立在尼姆的学院独立而成的大学教育研究中心。

## 院系设置
- 心理学、语言文学系
- 科学艺术系
- 法律、经济、管理系